# دهستان هزارمسجد
هزارمسجد، دهستانی از توابع بخش هزارمسجد شهرستان کلات در استان خراسان رضوی ایران به مرکزیت کالو است. این دهستان بر اساس مصوبه هیئت وزیران در تاریخ ۱۸ مرداد ۱۳۶۶ تأسیس شده‌است.

## جمعیت
بر پایه سرشماری عمومی نفوس و مسکن در سال ۱۳۹۵ جمعیت این دهستان ۱٬۳۲۹ نفر (در ۱٬۸۶۹ خانوار) بوده‌است.